# 15 kV-os villamos vontatás

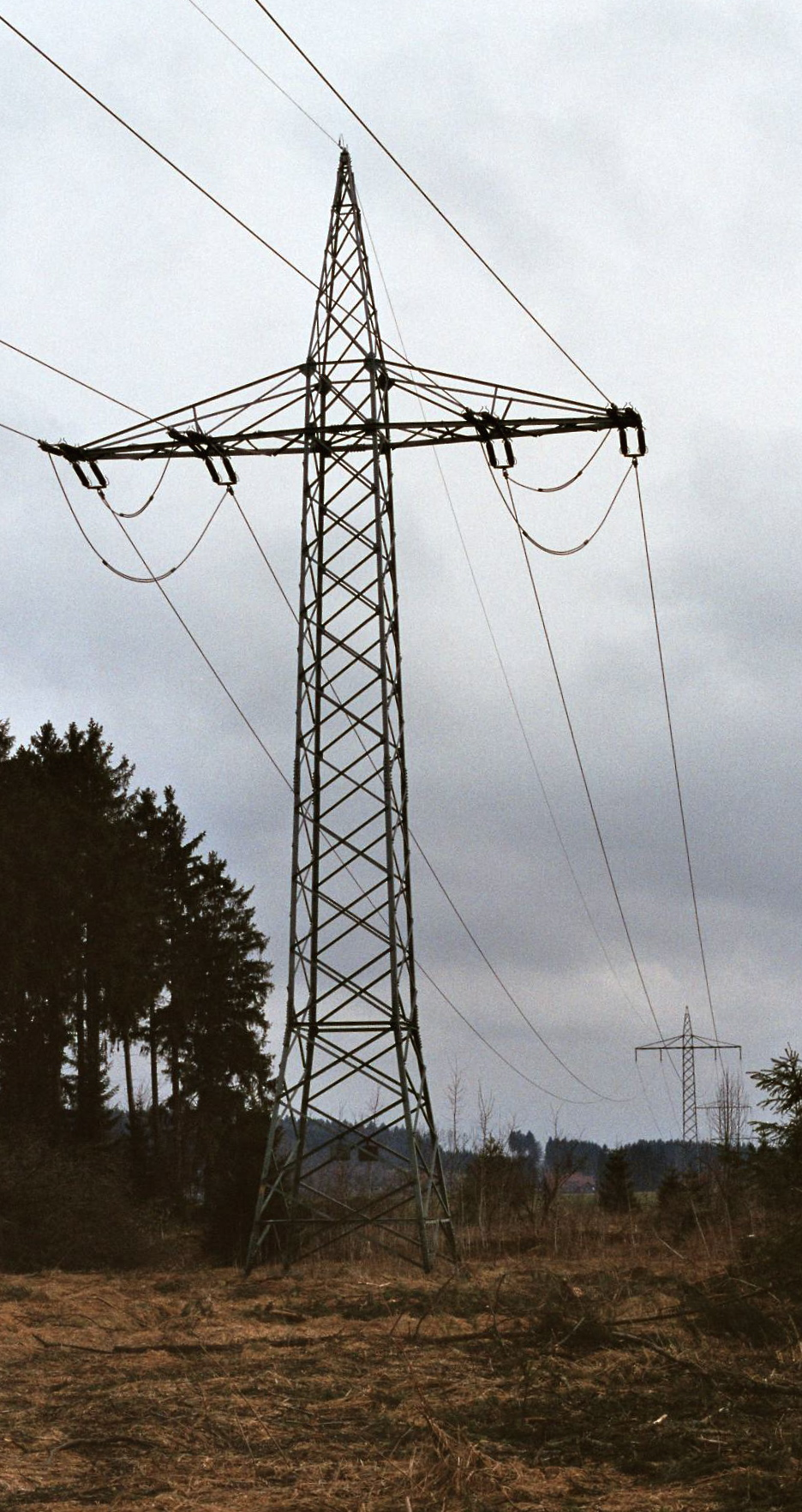
Egyfázisú, váltakozóáramú 110 kV-os távvezeték tartóoszlopa Bartholomä közelében, Németországban. Ezeket a típusú átviteli hálózatokat alkalmazzák Németországban a vasút villamosenergiával való ellátására. A vasút alállomásain, transzformátorok segítségével a feszültséget 15 kV-ra csökkentik.

A 15 kV, 16⅔ Hz váltakozó áramú vasúti vontatási rendszer jellemzően Németországban, Ausztriában, Svájcban, Svédországban és Norvégiában terjedt el. A nagyfeszültség kis veszteség mellett nagy teljesítmény továbbítását teszi lehetővé. Az ipari frekvenciához képest csökkentett (16⅔ hertz, azaz 1000/min) frekvenciát az egyfázisú kommutátoros vontatómotorok tulajdonsága indokolja, melyeket a 20. század eleje óta használnak.
A vasútvillamosításban az 50 Hz-es rendszer egyre inkább terjedni csak a 20. század második felétől kezdett el, de napjainkban az egyébként más rendszert alkalmazó államok nagysebességű vasútjai is jellemzően ezzel a rendszerrel épülnek. Ennek ellenére a meglévő 15 kV-os hálózat bővítése nem elképzelhetetlen, Németországban a nagysebességű vonalakat is e rendszerrel látják el. 1995. október 16-án 12 órakor Németországban, Ausztriában és Svájcban 16⅔ Hz helyett 16,70 Hz névleges frekvenciára tértek át.
Az átalakítás magas költségei és az ezzel járó kevés előny, valamint a terjedőben levő többáramnemű mozdonyok miatt nem valószínű, hogy a már kiépített 15 kV, 16⅔ Hz rendszereket 25 kV, 50 Hz szabványúra átépítik.

## Története és működése
A villamos vontatás megjelenése idejében komoly fejtörést okozott a kor mérnökeinek, mivel ez egy igen különleges terület. A szerelvények megindításához óriási vonóerőre van szükség a nagy sebességű vontatás vonóerő igényéhez képest. A váltakozó áramú motorok nyomaték-fordulatszám jelleggörbéi nem illeszkednek a vontatás igényeihez. Ha a vontatási sebességhez méretezik a motort, akkor nem képes megindítani a szerelvényt, ha pedig a megindításhoz szükséges nyomatékhoz méretezik, akkor jelentősen túl kell méretezni. Ellenben a soros gerjesztésű egyenáramú motor jelleggöbéje nagyon jól illeszkedik a feladathoz, így egyértelmű, hogy ilyen típusú villanymotort kell használni a villamos mozdonyokhoz. Igen ám, de ezt a motort egyenárammal kell megtáplálni. A kérdés csak az, hogy honnan fog a motor egyenáramot kapni. Ezekben az időkben nem volt egyszerű feladat az egyenirányítás. A legegyszerűbb módja az volt, hogy eleve egyenáramú áramfejlesztőből nyerni az egyenáramot. Bár, a technika fejlődésével megjelentek a higanygőz egyenirányítók, melyek meglehetősen nagy méretű elektroncsövek, és rendkívül törékenyek. Az ilyen törékeny, finom eszközök a törékenységük folytán nem alkalmasak arra, hogy mozdonyban használják őket. Így csak is az a megoldás maradhatott, hogy az egyenírányítást a táp-állomásokon kell elvégezni, és egyenárammal kell táplálni a felsővezetéket. A kezdeti időkben a rendszer jól működött, de ahogy a forgalom növekedett, úgy vált egyre szükségszerűbbé a vontatási teljesítmény növelése is. Ezt a felsővezetékre kapcsolt feszültség növelésével lehet megvalósítani. Itt kezdődtek a problémák, ugyanis az egyenáramú motorok közvetlenül csatlakoztak a felsővezetékre, így ezen mozdonyok magasabb üzemi feszültségre történő átállítása a vontatómotorok cseréjével oldható csak meg. Mindezt egyszerre az átállás időpontjában.
Ez egy nehezen megoldható feladatott jelentett azokban az országokban ahol a villamosítás már előrehaladott állapotban volt, és komoly gépparkkal rendelkezett. A helyzet egy kompromisszumos megoldást szült. A soros gerjesztésű egyenáramú motor felépítése nagyon hasonlít az egyenáramú/váltakozó áramú univerzális motoréhoz. Így, ha mozdonyokba épített motorokra váltakozó áramot kapcsolnak, akkor azok működőképesek voltak. Nem tökéletes, de működő megoldás volt az átállás idejére. Ezzel a megoldással a mozdonyokat csak egy transzformátorral kellett kiegészíteni, mely letranszformálta a felsővezeték nagyfeszültségét a villanymotorok immáron váltakozóáramú üzemi feszültségére. Az elképzelés egyszerű volt, de a váltakozó áramú üzem egy újabb problémát idézett elő. A váltakozó áramú táplálás örvényáramokat hoz létre a vasmagban. Az egyenáramú motorok vasmagját vastagabb lemezekből készítették, mivel egyenáramú üzem esetén nem kellett az örvényáramú veszteséggel számolni. Az örvényáramok ellen vagy a lemezek vastagságának csökkentésével, vagy a frekvencia csökkentésével lehet fellépni. Innen jött az ötlet, hogy a táp-állomásokon frekvenciaváltással pontosan a hálózati frekvencia harmadát állítsák elő a vasút számára.

### Elosztóhálózatok
Németországban (kivéve Mecklenburg-Vorpommern és Sachsen-Anhalt), Ausztriában és Svájcban speciális villamoshálózatokat alkalmaznak az egyfázisú alacsony frekvenciájú váltakozó áram továbbítására. A feszültség a vezetékekben Németországban és Ausztriában 110 kV, Svájcban pedig 132 kV. Ezt a rendszert centralizált vasúti energiabetáplálásnak hívják.
Svédországban, Norvégiában, Mecklenburg-Westpommern és Sachsen-Anhalt területén nincsen speciális egyfázisú villamoshálózat. Az energiát közvetlenül a háromfázisú átviteli hálózatból nyerik (110 kV, 50 Hz), majd átalakítják egyfázisú, alacsony frekvenciájúvá, amit aztán betáplálnak. Ezt a rendszert decentralizált vasúti energiabetáplálásnak hívják.

## Létesítmények országok szerint
Ausztria, Németország és Svájc működteti a legnagyobb egybefüggő 15 kV-os váltakozó feszültségű rendszert, melyhez a feszültséget központilag állítják elő, központi és decentralizált átalakítóállomásokat is használ.

### Ausztria

#### Alállomások
Ezeken az állomásokon a 110 kV feszültségszintet 15 kV-ra csökkentik. Az energiát nem itt termelik meg.

#### Központi átalakító állomások
Ezekben a létesítményekben a váltakozófeszültséget az országos hálózatból egyfázisúvá alakítják és betáplálják a vontatásihálózatba. 
Egyes helyeken egyből a felsővezetékbe vezetik. Az átalakítás gépi, vagy elektronikus úton történik.

### Németország[4]

#### Alállomások
Ezeken az állomásokon a 110 kV feszültségszintet 15 kV ra csökkentik. Az energiát nem itt termelik meg.

#### Kapcsolóállomások
Kapcsolóállomások átalakítás, áram termelés, és felsővezeték betáplálás nélkül.

#### Központi átalakító állomások
Ezekben a létesítményekben a váltakozófeszültséget az országos hálózatból egyfázisúvá alakítják és betáplálják a vontatásihálózatba. 
Egyes helyeken egyből a felsővezetékbe vezetik. Az átalakítás gépi, vagy elektronikus úton történik.

#### Decentralizált átalakító állomások
Ezekben a létesítményekben a váltakozófeszültséget az országos hálózatból egyfázisúvá alakítják és betáplálják a felsővezetékbe. Az átalakítás gépi, vagy elektronikus úton történik.

### Svájc

#### Alállomások
Ezeken az állomásokon a 132 kV/66 kV feszültségszintet 15 kV ra csökkentik. Az energiát nem itt termelik meg.

#### Központi átalakító állomások
Ezekben a létesítményekben a váltakozófeszültséget az országos hálózatból egyfázisúvá alakítják és betáplálják a vontatásihálózatba.
Egyes helyeken egyből a felsővezetékbe vezetik. Az átalakítás gépi, vagy elektronikus úton történik.

#### Kapcsolóállomások
Kapcsolóállomások átalakítás, áram termelés, és felsővezeték betáplálás nélkül.

## Fordítás
- Ez a szócikk részben vagy egészben a 15 kV AC railway electrification című angol Wikipédia-szócikk ezen változatának fordításán alapul.  Az eredeti cikk szerkesztőit annak laptörténete sorolja fel. Ez a jelzés csupán a megfogalmazás eredetét és a szerzői jogokat jelzi, nem szolgál a cikkben szereplő információk forrásmegjelöléseként.